# 偷獵

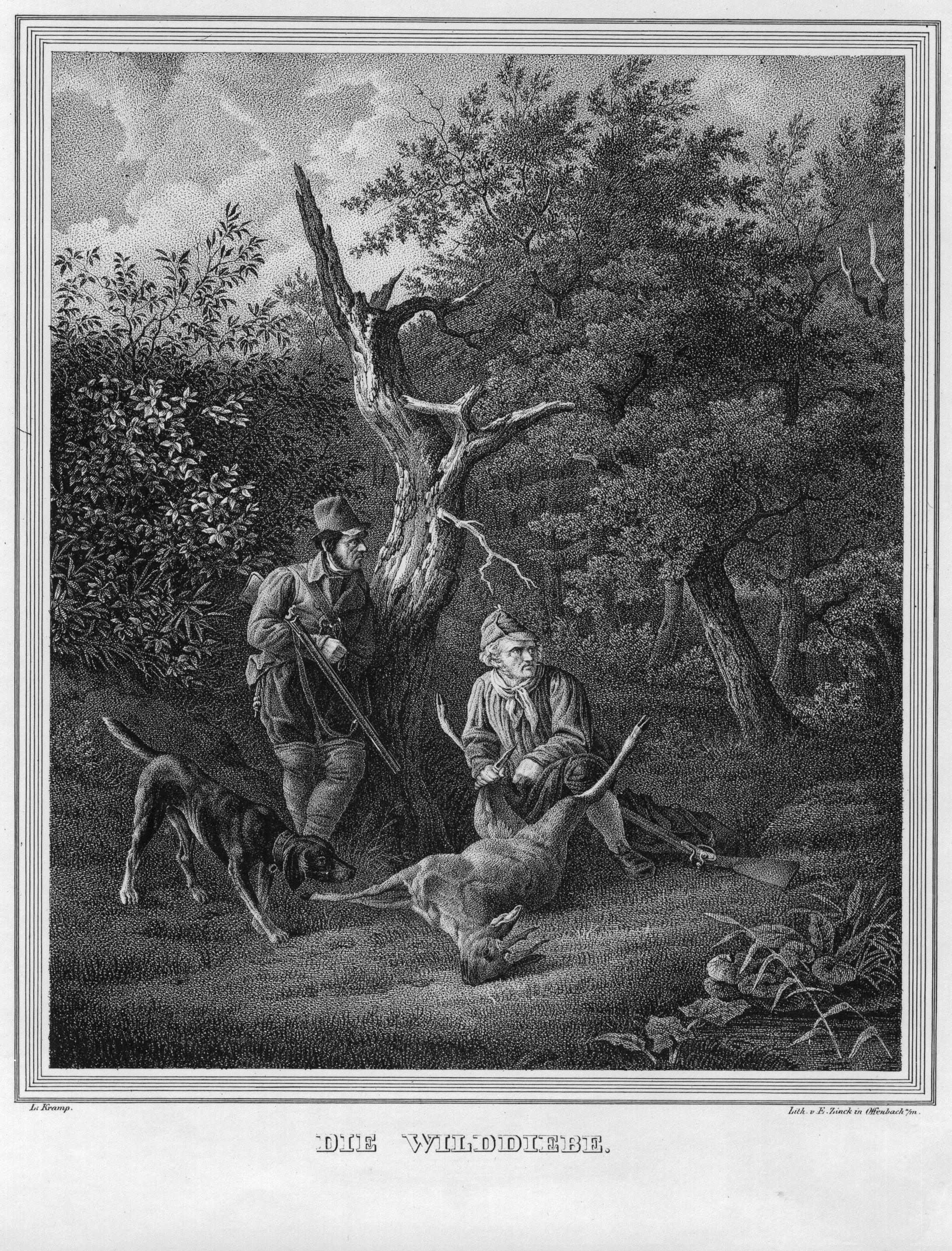
偷獵者，由Louis Kramp繪成於約1830年。

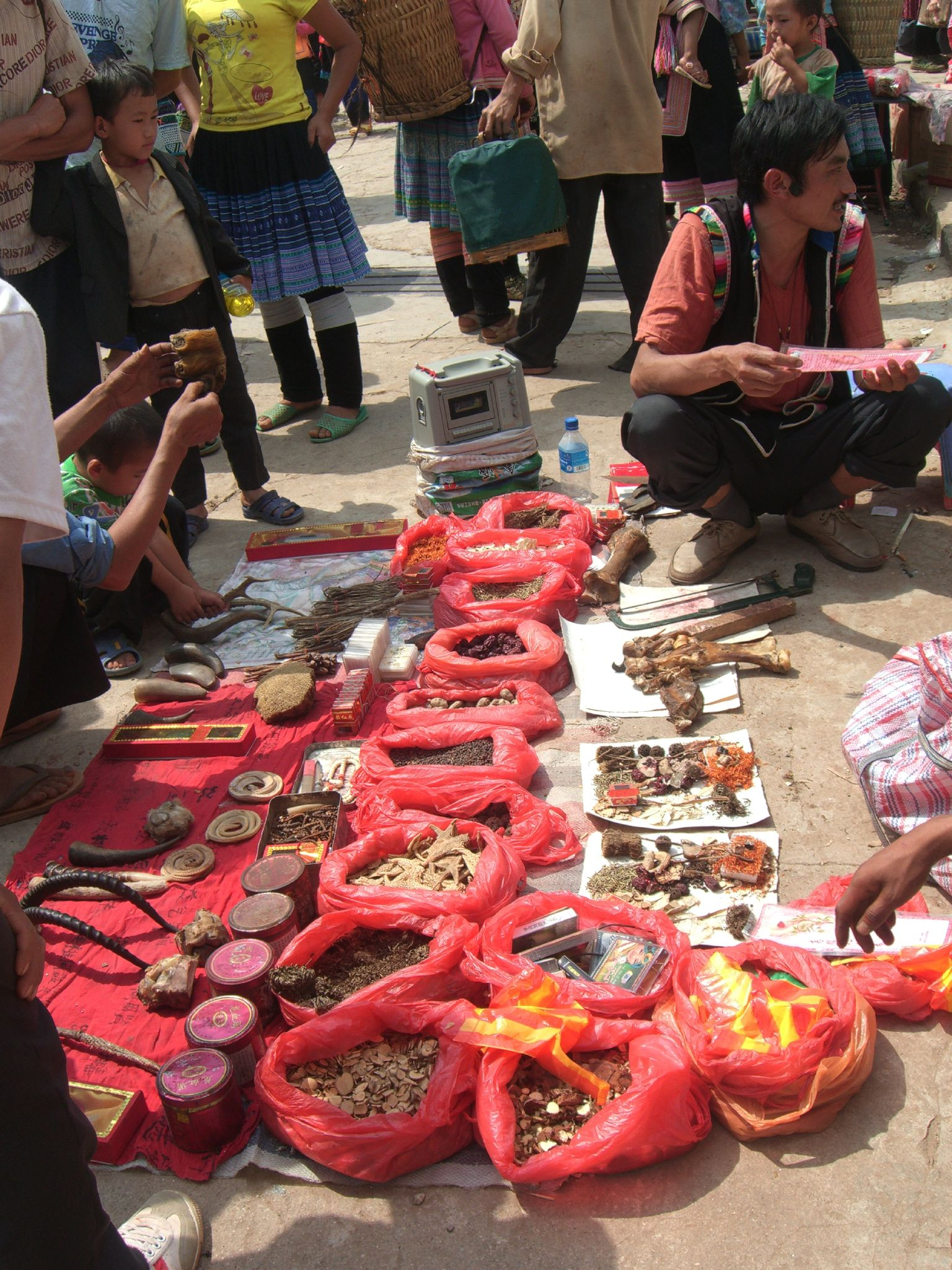
云南省元阳县老勐的集市上，有非法出售的虎爪、虎鞭、羊角等。

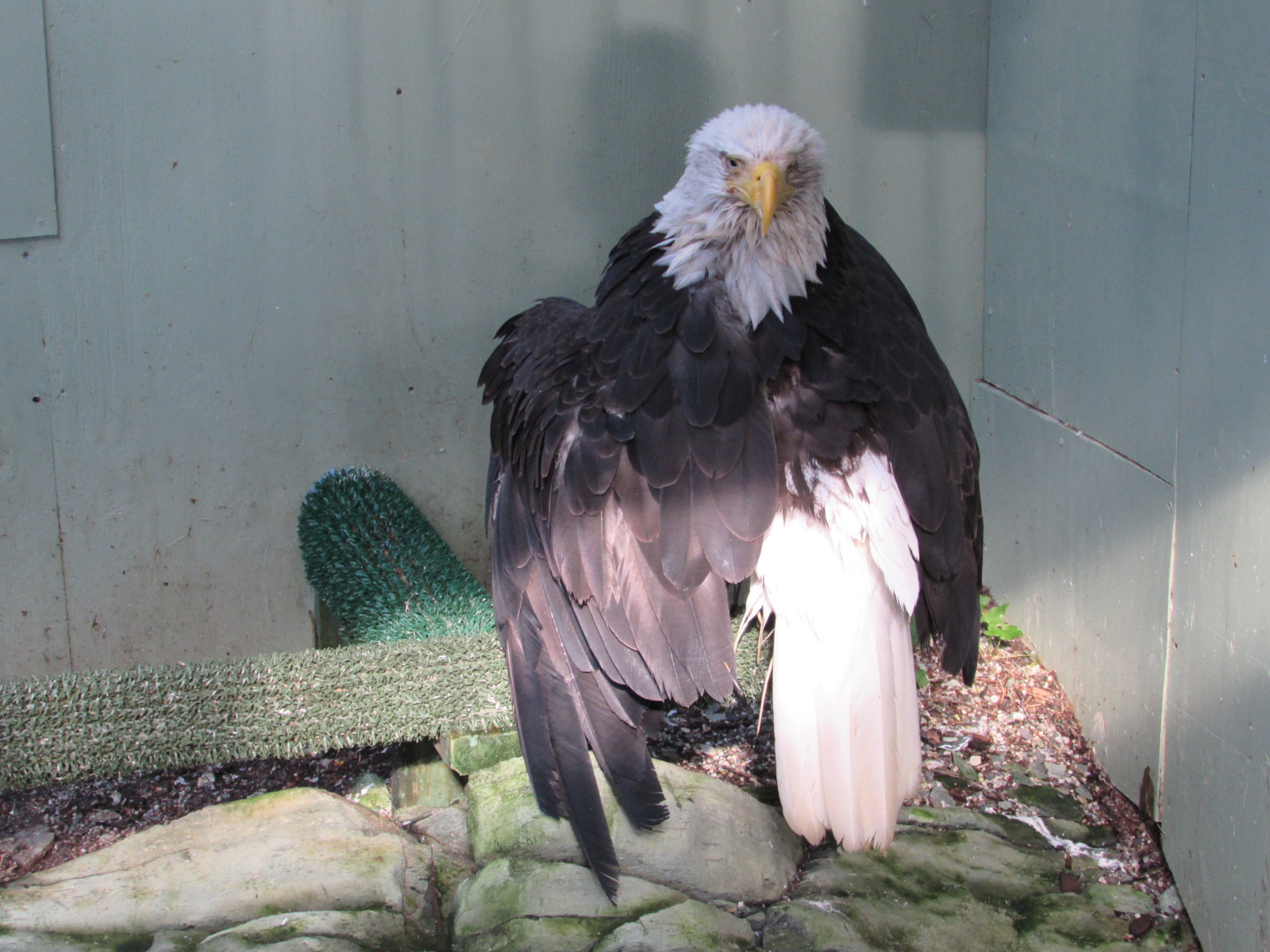
白头鹰在美国曾被大量盗猎导致数量下降，图为2015年从盗猎者手中拯救出的“巴尔的摩女士”。

偷獵，或稱盜獵，即非法狩獵或捕捉野生動物的行為，通常违反所在地的與土地使用權相关的土地法。
与盗猎不同的是，盗窃他人所有的家畜则被视作盗窃。盗猎的动机主要为商业所得，家用饮食消费，战利品展示以及捕猎所带来的愉悦等。